# Campionato mondiale di scherma 1989
Il Campionato mondiale di scherma del 1989 si è svolto a Denver negli Stati Uniti d'America.
Sono stati assegnati 4 titoli femminili e 6 titoli maschili:
- femminile
  - fioretto individuale
  - fioretto a squadre
  - spada individuale
  - spada a squadre
- maschile
  - fioretto individuale
  - fioretto a squadre
  - sciabola individuale
  - sciabola a squadre
  - spada individuale
  - spada a squadre

## Risultati

### Uomini
| Evento                          | Oro | Argento                                                                                | Bronzo                                                                                             |
| Spada                           | |                                                                                        | |
| Spada individuale (dettagli)    | Manuel Pereira                                                                                         | Sandro Cuomo                                                                           | Pavel Kolobkov                                                                                     |
| Spada a squadre (dettagli)      | Italia Sandro Cuomo Angelo Mazzoni Stefano Pantano Sandro Resegotti                                    | Germania Ovest Elmar Borrmann Robert Felisiak Stefan Hörger Thomas Gerull Günter Jauch | Cuba Wilfredo Loyola Nelson Loyola Pedro Merencio Carlos Pedroso Lázaro Castro                     |
| Fioretto                        | |                                                                                        | |
| Fioretto individuale (dettagli) | Alexander Koch                                                                                         | Philippe Omnès                                                                         | Mauro Numa                                                                                         |
| Fioretto a squadre (dettagli)   | Unione Sovietica Aleksandr Roman'kov Dmitrij Ševčenko Serhij Holubyc'kyj Boris Koreckij Il'gar Mamedov | Germania Ovest Thorsten Weidner Matthias Gey Thomas Endres Alexander Koch              | Francia Philippe Conscience Laurent Bel Philippe Omnès Patrice Lhotellier Martin                   |
| Sciabola                        | |                                                                                        | |
| Sciabola individuale (dettagli) | Grigorij Kirienko                                                                                      | Jarosław Koniusz                                                                       | Felix Becker                                                                                       |
| Sciabola a squadre (dettagli)   | Unione Sovietica Grigorij Kirienko Andrej Alšan Sergej Korjaškin Sergej Mindirgasov                    | Germania Ovest Frank Bleckmann Felix Becker Jürgen Nolte Ulrich Eifler Jörg Kempenich  | Francia Jean-François Lamour Philippe Delrieu Franck Ducheix Pierre Guichot Jean-Philippe Daurelle |

### Donne
| Evento                          | Oro                                                                                    | Argento                                                                                        | Bronzo                                                                           |
| Spada                           |                                                                                        |                                                                                                |                                                                                  |
| Spada individuale (dettagli)    | Anja Straub                                                                            | Ute Schäper                                                                                    | Annalisa Coltorti                                                                |
| Spada a squadre (dettagli)      | Ungheria Gyöngyi Szalay Mariann Horváth Marina Várkonyi Diána Eöri Zsuzsanna Szőcs     | Italia Annalisa Coltorti Laura Chiesa Elisa Uga Alessandra Anglesio Saba Amendolara            | Svizzera Susanne Rompza Isabelle Pentucci Anja Straub Gianna Bürki               |
| Fioretto                        |                                                                                        |                                                                                                |                                                                                  |
| Fioretto individuale (dettagli) | Ol'ga Veličko                                                                          | Anja Fichtel                                                                                   | Zita-Eva Funkenhauser                                                            |
| Fioretto a squadre (dettagli)   | Germania Ovest Anja Fichtel Sabine Bau Susanne Lang Zita Funkenhauser Annette Dobmeier | Unione Sovietica Ol'ga Veličko Tat'jana Sadovskaja Ol'ga Voščakina Elena Grišina Elena Glikina | Italia Francesca Bortolozzi Diana Bianchedi Giovanna Trillini Margherita Zalaffi |

## Medagliere
| Posizione | Nazione          |    |    |    | Totale |
| --------- | ---------------- | -- | -- | -- | ------ |
| 1         | Unione Sovietica | 4  | 1  | 1  | 6      |
| 2         | Germania Ovest   | 2  | 5  | 2  | 9      |
| 3         | Italia           | 1  | 2  | 3  | 6      |
| 4         | Svizzera         | 1  | 0  | 1  | 2      |
| 5         | Spagna           | 1  | 0  | 0  | 1      |
| 5         | Ungheria         | 1  | 0  | 0  | 1      |
| 7         | Francia          | 0  | 1  | 2  | 3      |
| 8         | Polonia          | 0  | 1  | 0  | 1      |
| 9         | Cuba             | 0  | 0  | 1  | 1      |
| Totale    | Totale           | 10 | 10 | 10 | 30     |